# 富士X-Pro3
富士X-Pro3是一款富士胶片的无反光镜可换镜头数码相机，发布于2019年10月23日 。此相机是富士X系列相机的一部分，是接替富士X-Pro2的下一代产品。2019年11月28日开始对外发售。
富士X-Pro3是X-Pro系列的最新款。

## 特性
相机的顶部和底部由钛制成，其余的机身外壳则由镁合金制成。 涂覆更耐磨的DuraTect表面涂层的钛顶板和底板的版本于2019年12月8日上市。 有评论指出，之后的表面涂层处理突显了指纹。
相比于上一代，这一代提供了双面的翻转屏幕，一面是指示拍摄参数，类似于肩屏的LED显示屏，另一面是预览画面、调整菜单设置的LCD屏幕。不过X-Pro3的翻转屏设计只能让LED小屏幕保持在外面。
X-Pro3没有机内防抖功能，此功能是同时代相机甚至手机的标准配置。 自动对焦可在-6 EV档位工作（接近黑暗）。
X-Pro3采用了新固件算法，富士称旨在充分发挥第四代X-Trans CMOS 4传感器和X-Processor 4的潜力。
富士没有在其中文官网展示X-Pro3的任何信息，而是另在专门展示富士X与GFX系列相机的网站展示了X-Pro3。

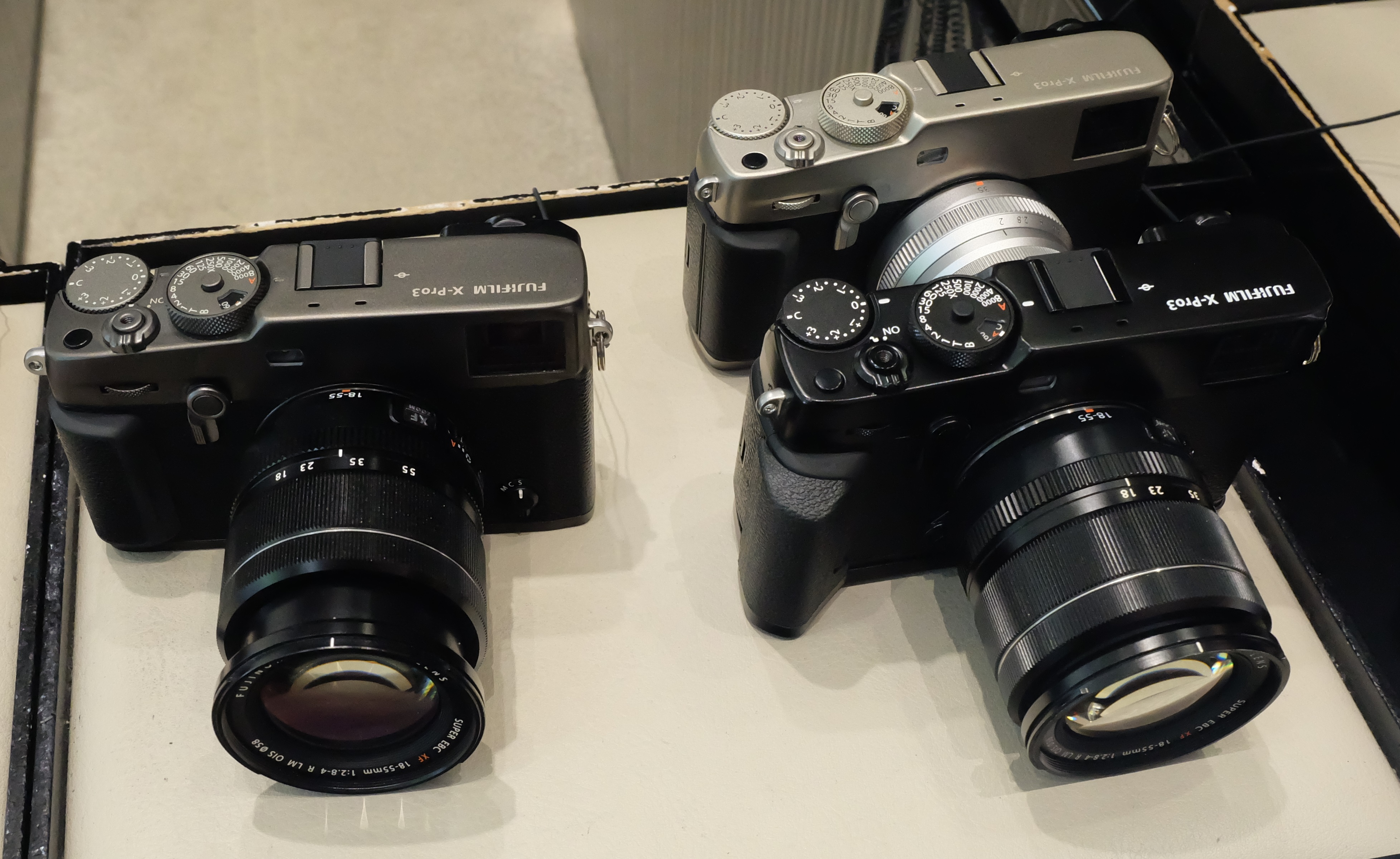
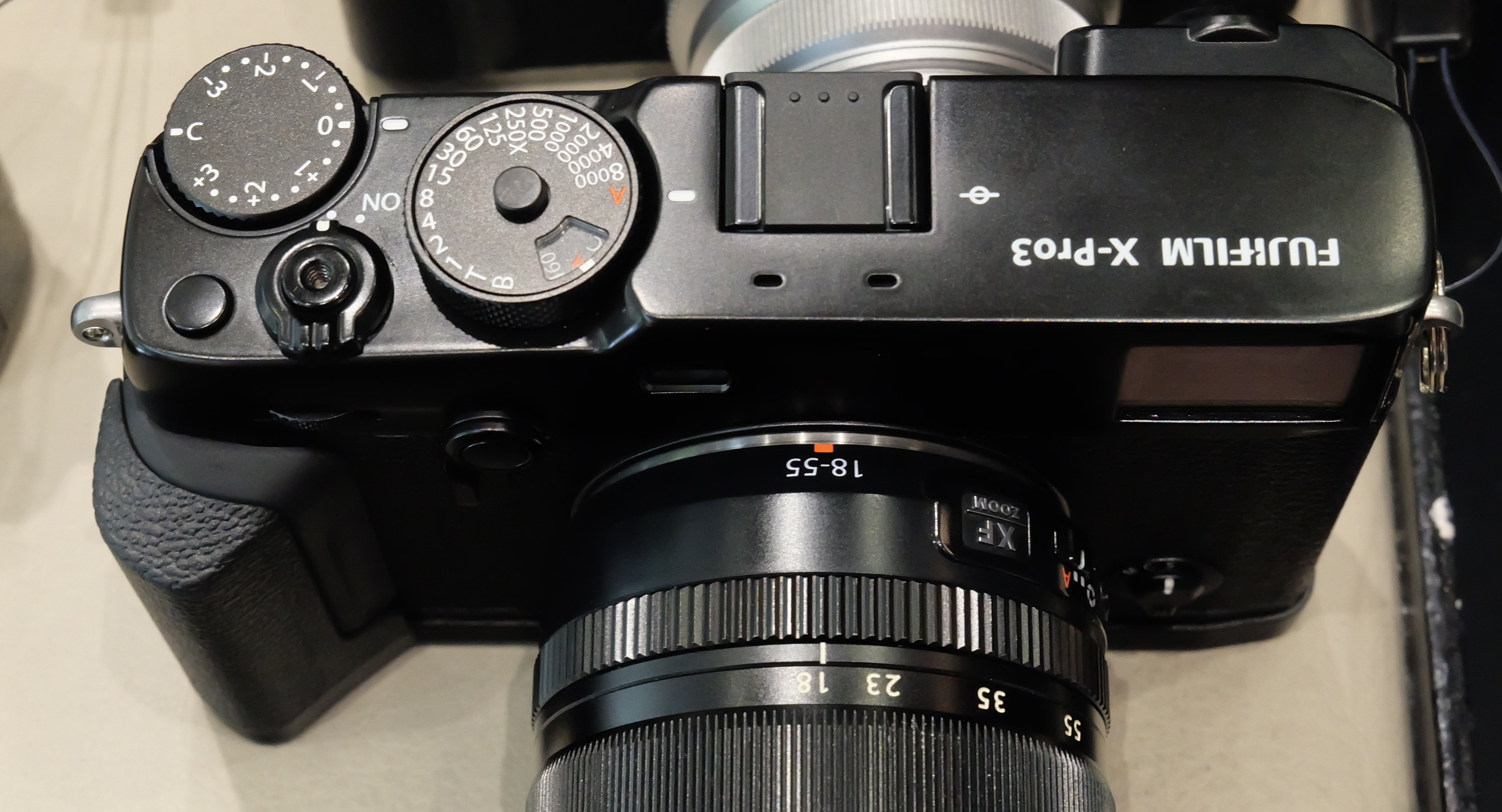
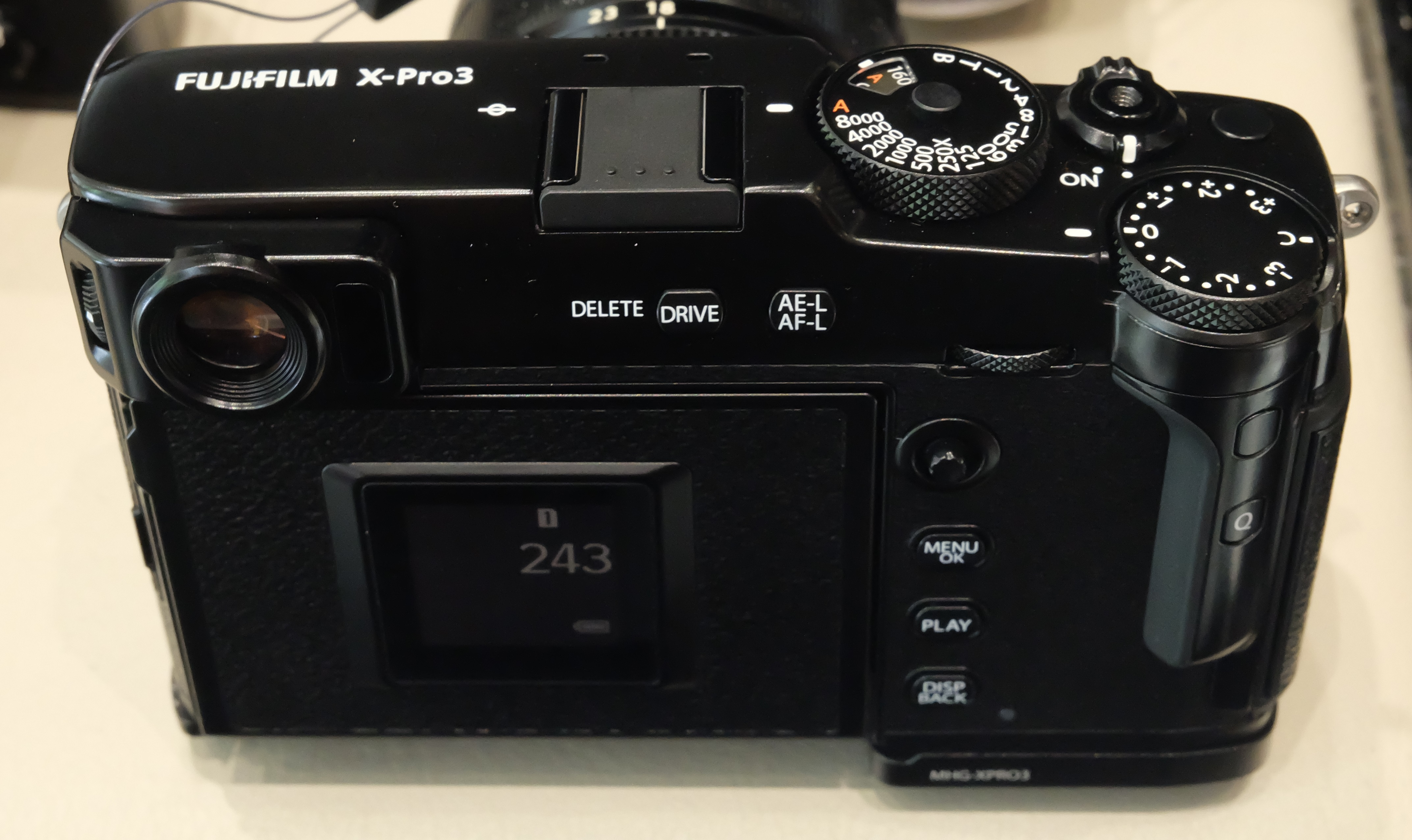
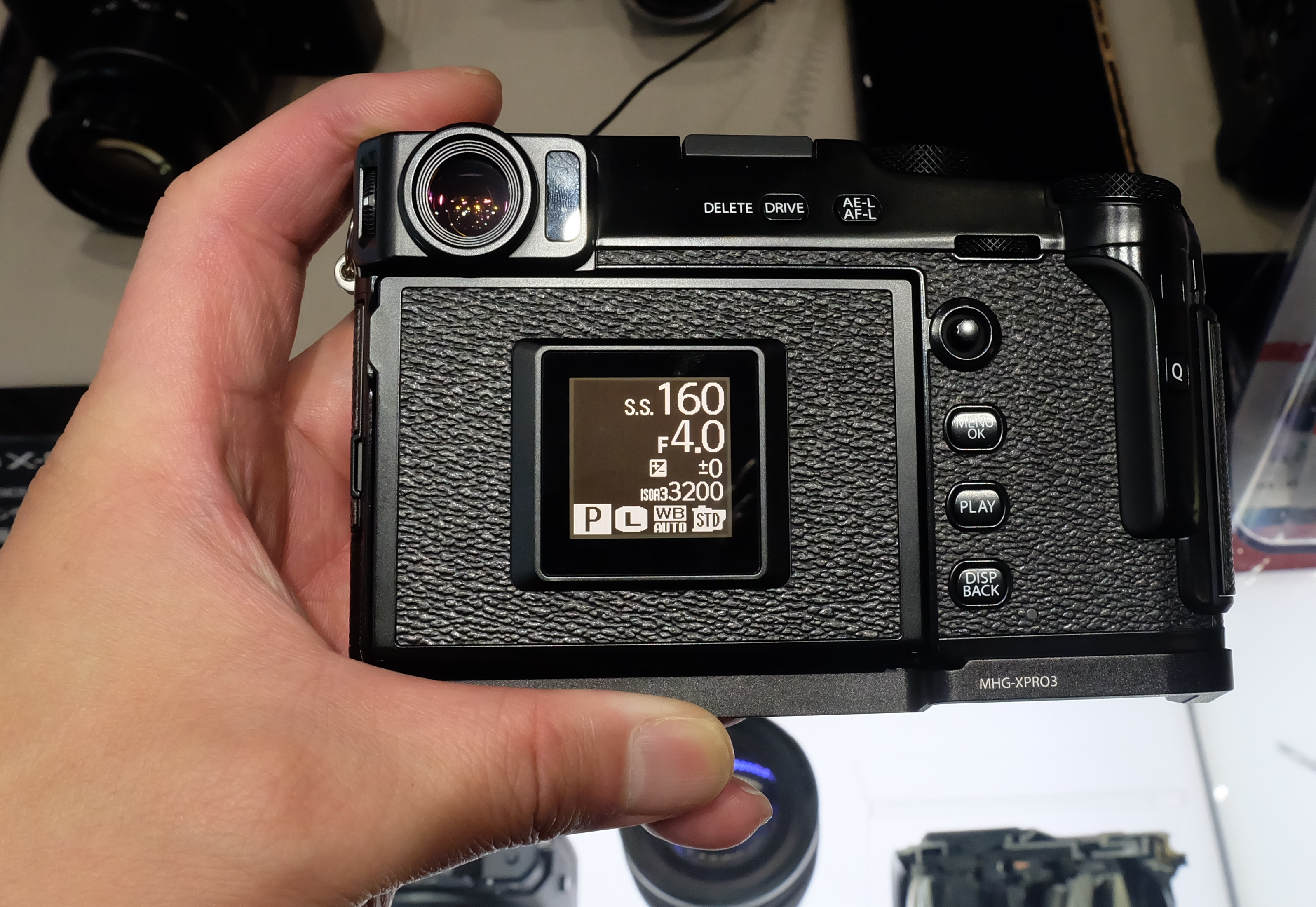
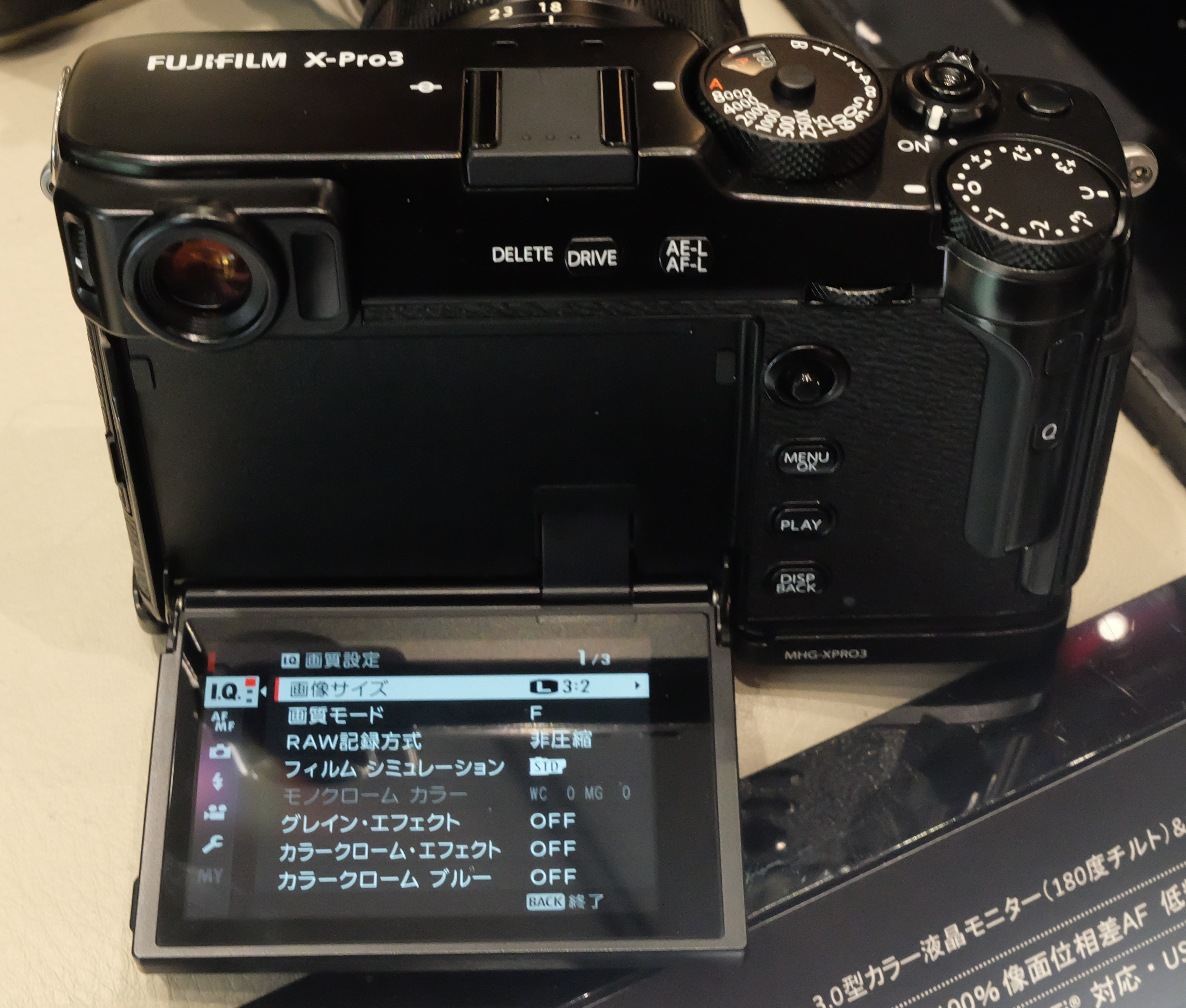

## 评价与争议
相比于前代产品，此代X-Pro引来的争议很大，不过总体而言有褒有贬。
DPReview认为，X-Pro3成像质量很好，但是光学取景器比上一代退步了一些，“X-Pro3的设计使得其成为一台适用范围相对小众的相机，目标用户群主要是偏向使用腰平取景以及偏爱使用光学取景器的摄影师”“只适合摄影爱好者，不适用于职业摄影师”。不过DPReview给出了85%的评分与银奖称号。
富士宣称大尺寸LCD预览屏幕不能保持在外的设计可以“享受纯粹拍摄的乐趣”“心无旁鹜的专注创作，记录当下，通过取景器”，大量用户试用后表示并不习惯这种设计，即使其中有不少具有使用胶卷相机的经验，由消费者认为相机翻转屏裸露排线的设计不认真不用心。
2020年1月，据DPReview报道，富士官方已经证实部分X-Pro3相机的电子取景器存在缺陷，解决办法只有换新机器。